# Aimorés (Minas Gerais)
Aimorés és un municipi brasiler de l'estat de Minas Gerais. Es localitza en la Mesoregió de la Vall del Riu Doce i és la principal ciutat de la Microregió d'Aimorés, tenint una població de 24.969 habitants, d'acord amb el cens realitzat per l'IBGE el 2010. La seva àrea és d'1.349,987 km².